# Campeonato Europeo de Judo de 1997
El XLV Campeonato Europeo de Judo se celebró en Ostende (Bélgica) entre el 8 y el 11 de mayo de 1997 bajo la organización de la Unión Europea de Judo (EJU) y la Federación Belga de Judo. 

## Medallistas

### Masculino
| Evento            | Oro                           | Plata                               | Bronce                                                       |
| ----------------- | ----------------------------- | ----------------------------------- | ------------------------------------------------------------ |
| –60 kg            | Rashad Mammadov · Bielorrusia | Yacine Douma Francia                | Girolamo Giovinazzo · Italia · Pedro Caravana · Portugal     |
| –65 kg            | Hüseyin Özkan Turquía         | Guiorgui Revazishvili Georgia       | Larbi Benboudaoud Francia Julian Davies Reino Unido          |
| –71 kg            | Guiorgui Vazagashvili Georgia | Anatoli Lariukov · Bielorrusia      | Christophe Gagliano Francia Danny Kingston Reino Unido       |
| –78 kg            | Johan Laats · Bélgica         | Djamel Bouras Francia               | Dirk Radszat · Alemania · Patrick Reiter · Austria           |
| –86 kg            | Mark Huizinga · Países Bajos  | Sergej Klischin · Austria           | Daan De Cooman · Bélgica · Algimantas Merkevičius · Lituania |
| –95 kg            | Ben Sonnemans · Países Bajos  | Ghislain Lemaire Francia            | Radu Ivan · Rumania · Dano Pantić · Yugoslavia               |
| +95 kg            | Selim Tataroğlu Turquía       | Dennis van der Geest · Países Bajos | Harry Van Barneveld · Bélgica · Rafał Kubacki · Polonia      |
| Categoría abierta | Harry Van Barneveld · Bélgica | Volker Heyer · Alemania             | Indrek Pertelson Estonia Selim Tataroğlu Turquía             |

### Femenino
| Evento            | Oro                            | Plata                                | Bronce                                                           |
| ----------------- | ------------------------------ | ------------------------------------ | ---------------------------------------------------------------- |
| –48 kg            | Sylvie Meloux Francia          | Anna-Maria Gradante · Alemania       | Svetlana Komarova · Rusia · Tatsiana Maskvina · Bielorrusia      |
| –52 kg            | Inge Clement · Bélgica         | Alena Karytskaya · Bielorrusia       | Marie-Claire Restoux · Francia · Liudmila Jramova · Rusia        |
| –56 kg            | Marie-Isabelle Lomba · Bélgica | Isabel Fernández Gutiérrez · España  | Magali Baton · Francia · Beata Kucharzewska · Polonia            |
| –61 kg            | Gella Vandecaveye · Bélgica    | Michaela Vernerová · República Checa | Séverine Vandenhende · Francia · Irena Tokarz · Polonia          |
| –66 kg            | Yvonne Wansart · Alemania      | Úrsula Martín Oñate · España         | Claudia Zwiers · Países Bajos · Kate Howey · Reino Unido         |
| –72 kg            | Ulla Werbrouck · Bélgica       | Chloe Cowen Reino Unido              | Karin Kienhuis · Países Bajos · Uta Kühnen · Alemania            |
| +72 kg            | Johanna Hagn · Alemania        | Michelle Rogers Reino Unido          | Céline Lebrun · Francia · Beata Maksymow · Polonia               |
| Categoría abierta | Beata Maksymow · Polonia       | Françoise Harteveld · Países Bajos   | Raquel Barrientos Espinosa · España · Brigitte Olivier · Bélgica |

## Medallero
| Núm. | País            | Oro | Plata | Bronce | Total |
| ---- | --------------- | --- | ----- | ------ | ----- |
| 1    | Bélgica         | 6   | 0     | 3      | 9     |
| 2    | Alemania        | 2   | 2     | 2      | 6     |
| 2    | Países Bajos    | 2   | 2     | 2      | 6     |
| 4    | Turquía         | 2   | 0     | 1      | 3     |
| 5    | Francia         | 1   | 3     | 6      | 10    |
| 6    | Bielorrusia     | 1   | 2     | 1      | 4     |
| 7    | Georgia         | 1   | 1     | 0      | 2     |
| 8    | Polonia         | 1   | 0     | 4      | 5     |
| 9    | Reino Unido     | 0   | 2     | 3      | 5     |
| 10   | España          | 0   | 2     | 1      | 3     |
| 11   | Austria         | 0   | 1     | 1      | 2     |
| 12   | República Checa | 0   | 1     | 0      | 1     |
| 13   | Rusia           | 0   | 0     | 2      | 2     |
| 14   | Estonia         | 0   | 0     | 1      | 1     |
| 14   | Italia          | 0   | 0     | 1      | 1     |
| 14   | Lituania        | 0   | 0     | 1      | 1     |
| 14   | Portugal        | 0   | 0     | 1      | 1     |
| 14   | Rumania         | 0   | 0     | 1      | 1     |
| 14   | Yugoslavia      | 0   | 0     | 1      | 1     |
|      | TOTAL           | 16  | 16    | 32     | 64    |